# Gomphomastax reductus
Gomphomastax reductus är en insektsart som beskrevs av Mahmood, K. och Yousuf 1998. Gomphomastax reductus ingår i släktet Gomphomastax och familjen Eumastacidae. Inga underarter finns listade i Catalogue of Life.